# Ivanhoe, Minnesota
Ivanhoe là một thành phố thuộc quận Lincoln, tiểu bang Minnesota, Hoa Kỳ. Năm 2010, dân số của thành phố này là 559 người.

## Dân số
- Dân số năm 2000: 679 người.
- Dân số năm 2010: 559 người.